# Lía Sirouyan
Lía Nercessian de Sirouyan (Bakú, Imperio Ruso; 12 de febrero de 1908 -Buenos Aires, Argentina; 10 de diciembre de 2000) fue una pedagoga y maestra de artistas de origen armenio que introdujo la rítmica en la formación de músicos y actores en Argentina.

## Carrera
La profesora de rítmica musical del Conservatorio de Música Carlos López Buchardo, Lía Sirouyan, fue la introductora del método Jacques Dalcroze (en homenaje al vienés Emile Jacques Dalcroze) en la Argentina en la década del '30, técnica que este último creó como alternativa a las dificultades que presentaba el aprendizaje del canto entre sus alumnos del Conservatorio de Música de Ginebra. Desde entonces, principal referente de esa disciplina en el país.
Nacida en Bakú, Imperio Ruso el 12 de febrero de 1908. A los diez años, como consecuencia de la política discriminatoria contra los armenios (pogromos y deportaciones), logra trasladarse con su familia a Inglaterra donde Lía realiza sus estudios primarios. Luego, se trasladan a Berlín, completando allí, los secundarios, acompañados de una sólida formación artística. Estudió su famosa técnica en la Escuela Jacques Dalcroze de Ginebra, Suiza. 
Contrajo matrimonio con el historiador armenio Artzruni Tulian-Sirouyan (Ashot Artzruni) en París, Francia. Allí nace su primer hijo, Ruben, el 16 de diciembre de 1931. Su segundo hijo, Raffi nació en Buenos Aires en 1940, y falleció en 1955. 
Se radicó con su familia en la Argentina en 1938 y empezó a desarrollar su actividad docente en la Escuela de Arte Escénico, apadrinada por el actor y director teatral catalán Antonio Cunill Cabanellas, entonces director de la Escuela.
En 1996 funda AMDA (Asociación Método Dalcroze Argentina). En 1997 había logrado que su especialidad se transformara en una carrera de posgrado de tres años en el Conservatorio Nacional, que incluye prácticas pedagógicas con chicos de entre 4 y 13 años de edad.
Tuvo mucho que ver en la formación de varios artistas de renombre como Gabriel Goity, Arturo Maly, Antonio Gasalla, Carlos Perciavalle, Cecilia Rossetto, Catalina Speroni, Luis Brandoni, Mabel Manzotti, Alfonso De Grazia y Susana Rinaldi.
Dictó cursos en el "Instituto Argentino de la Audición y el Lenguaje", en el "Instituto de Psicopedagogía Luis Agote", en la "Escuela de Ciegos", en la "Escuela de Bellas Artes", en la "Escuela de Rítmica", profesora de Lenguaje Musical en el "Conservatorio de Morón " y en distintos espacios culturales del interior del país, hasta que en 1970 impulsó el Primer Congreso Latinoamericano de Rítmica Musical (realizado en Buenos Aires) y, en 1980, la "Universidad Católica Argentina" introdujo la carrera de Rítmica. También trabajó en el Centro de "Investigación Experimentación y Estudios de la Danza" (C.I.E.E.D.A.) en 1969.